# 保羅·索瓦奇
保羅·索瓦奇（1939年3月17日—2019年12月17日）是一名法國前足球員，司職前鋒。
在索瓦奇的球會生涯中，他曾效力於利摩日（1957年-1960年及1970年-1972年）、蘭斯（1960年-1964年）、華倫西恩斯（1964年-1967年）和卡斯泰昂多爾特（1967年-1970年），以及於1962年隨蘭斯奪得法甲冠軍。1961年至1965年，索瓦奇為法國國家隊上陣6場，並隨隊出戰1960年歐洲國家盃。

## 個人生活
索瓦奇於2019年12月17日在波爾多去世，享年80歲。

## 外部鏈接
- Paul Sauvage Profile （页面存档备份，存于）於法國足球總會（法語）
- worldfootball.net：保羅·索瓦奇之統計數據 （英文）